# Partiti politici in Slovenia
La Repubblica di Slovenia è caratterizzata da un sistema politico multipartitico, dov'è necessario formare una coalizione per poter governare.

## Partiti rappresentati nell'Assemblea nazionale o nel Parlamento europeo
| Partito | Partito                                           | Abbr.  | Ideologia                                          | Collocazione         | Capo            | Assemblea nazionale | Parlamento europeo |
| ------- | ------------------------------------------------- | ------ | -------------------------------------------------- | -------------------- | --------------- | ------------------- | ------------------ |
|         | Partito del Centro Moderno                        | SMC    | Liberalismo sociale                                | Centrosinistra       | Miro Cerar      | 10 / 90             | 0 / 8              |
|         | Partito Democratico Sloveno                       | SDS    | Nazional-conservatorismo, Conservatorismo liberale | Centrodestra, Destra | Janez Janša     | 25 / 90             | 2 / 8              |
|         | Partito Democratico dei Pensionati della Slovenia | DeSUS  | Tutela dei pensionati                              | Centro               | Karl Erjavec    | 5 / 90              | 0 / 8              |
|         | Socialdemocratici                                 | SD     | Socialdemocrazia                                   | Centrosinistra       | Dejan Židan     | 10 / 90             | 2 / 8              |
|         | La Sinistra                                       | Levica | Socialismo Democratico                             | Sinistra             | Luka Mesec      | 9 / 90              | 0 / 8              |
|         | Nuova Slovenia - Partito Popolare Cristiano       | N.Si   | Cristianesimo dem. Conservatorismo sociale         | Centrodestra         | Ljudmila Novak  | 5 / 90              | 1 / 8              |
|         | Alleanza di Alenka Bratušek                       | ZaAB   | Liberalismo sociale                                | Centrosinistra       | Alenka Bratušek | 5 / 90              | 0 / 8              |
|         | Partito Popolare Sloveno                          | SLS    | Cristianesimo democratico, Ruralismo               | Centrodestra         | Franc Bogovič   | 0 / 90              | 1 / 8              |
|         | Partito Nazionale Sloveno                         | SNS    | Nazionalismo                                       | Destra               | Zmago Jelinčič  | 4 / 90              | 0 / 8              |

## Partiti extraparlamentari
| Nome partito | Nome partito                           | Abbr.      | Ideologia                                        | Capo           | Periodo in Parlamento |
| ------------ | -------------------------------------- | ---------- | ------------------------------------------------ | -------------- | --------------------- |
|              | Democrazia Liberale di Slovenia        | LDS        | Liberalismo                                      | Anton Anderlič | 1990-2011             |
|              | Slovenia Positiva                      | PS         | Liberalismo                                      | Zoran Janković | 2011-2014             |
|              | Lista Civica                           | DL         | Liberalismo                                      | Bojan Starman  | 2011-2014             |
|              | Partito della Gioventù - Verdi Europei | SMS-Zeleni | Ambientalismo                                    | Igor Jurišič   | 2000-2004             |
|              | Verdi di Slovenia                      | ZS         | Ambientalismo                                    | Vlado Čuš      | 1990-1996             |
|              | Partito Social-Liberale                | LS         | Liberalismo                                      | Vitomir Gros   | 1990-1992             |
|              | Partito Democratico di Slovenia        | DSS        | Liberalismo                                      | Mihael Jurak   | -                     |
|              | La Slovenia è Nostra                   | SJN        | Nazionalismo                                     | Boris Popovič  | -                     |
|              | Partito Pirata di Slovenia             | Pirati     | Ideologia dell'Internazionale dei Partiti Pirata | Rok Deželak    | -                     |
|              | Partito dell'Azione                    | Akcije     |                                                  | Dani Kavaš     | -                     |
|              | Buon Paese                             | DD         | Anticorruzione                                   | Bojan Dobovšek | -                     |
|              | Io Credo                               | Verjamem   | Ambientalismo                                    | Igor Šoltes    | -                     |

## Partiti del passato
| Nome partito | Nome partito                   | Abbr. | Ideologia                 | Periodo di azione |
| ------------ | ------------------------------ | ----- | ------------------------- | ----------------- |
|              | Democratici Cristiani Sloveni  | SKD   | Cristianesimo democratico | 1989-2000         |
|              | Partito Socialista di Slovenia | SSS   | Socialismo democratico    | 1990-1994         |
|              | Unione Democratica Slovena     | SDZ   | Liberalismo               | 1989-1992         |
|              | Partito Democratico            | DS    | Liberalismo sociale       | 1992-1994         |
|              | Partito Democratico Nazionale  | NDS   | Conservatorismo liberale  | 1991-1993         |
|              | Slovenia Attiva                | AS    | Liberalismo sociale       | 2004-2007         |
|              | Sul serio - socialiberali      | ZSL   | Liberalismo sociale       | 2007-2015         |